# 尚峪镇
尚峪镇，原为尚峪乡，是中华人民共和国山西省忻州市偏关县下辖的一个乡镇级行政单位。2021年5月，撤销南堡子乡、尚峪乡，合并设立尚峪镇。

## 行政区划
尚峪镇下辖以下地区：
尚峪村、庄窝村、甘沟村、甘曹咀村、柏草坪村、东尚峪村、赵家沟村、瑞家沟村、长安镇村、西峪村、碾儿沟村、豆儿沟村、曹家沟村、大泉上村、操场村和安儿上村。